# Lijst van strijkkwartetten van Joseph Haydn
Joseph Haydn schreef 68 strijkkwartetten. De nummering van Haydn's strijkkwartetten, waar niet altijd overeenstemming over was, is toegewezen door Anthony van Hoboken, die Haydns ganse oeuvre catalogiseerde. De nummering van de strijkkwartetten komt niet per se overeen met de volgorde van compositie, maar wordt universeel geaccepteerd. Strijkkwartet nr. 12 bijvoorbeeld wordt in de catalogi aldus aangeduid: strijkkwartet Hob. III/12.

## Inleiding
De strijkkwartetten van Joseph Haydn zijn erg verschillend. Waar men doorgaans vanuit een vast stramien (de sonatevorm) componeerde, een vaste 'formule', wijkt Haydn veel af van zulke vaste vormen, waardoor er muzikaal interessante zaken gebeuren. Haydn werkt weliswaar vanuit de standaardvorm maar wijkt er wel steeds iets van af. Meestal is het strijkkwartet vierdelig: Snel (sonatevorm) - Langzaam (aria-achtig, cantabile-deel) - Menuet of Scherzo - Snel (een rondo of finale).
Vóór Haydn waren er ook al strijkkwartetten met dezelfde bezetting en vorm. Maar vaak waren ze ook als dansmuziek opgezet. De ritmische puls vergde een homofone componeerstijl:
- Viool 1: Melodie
- Viool 2 en altviool: Vulstemmen
- Cello: Baslijn (soms becijferd)

Dat was de toestand zoals Haydn die rond circa 1750 aantrof: een harmonische basis (de baslijn van de cellopartij, soms nog becijferd zoals in de barok en soms aangevuld met klavecimbelbegeleiding), een melodielijn (eerste viool) en twee vulstemmen. Volgens deze principes schreef Haydn ook zijn eerste kwartetten, veeleer (vijfdelige) serenades. Dat zijn de kwartetten (hij noemde ze ook wel 'divertimenti') van opus 1 en opus 2. De kwartetten van opus 3 blijken niet van Haydns hand te zijn, maar wel van Roman Hofstetter.
Vanaf opus 9 (1771) zijn Haydns kwartetten vierdelig: hij neemt dan definitief afscheid van de 'serenadevorm' voor zijn strijkkwartetten. Maar de belangrijkste omwenteling komt er vanaf Opus 20 (1772), de zogeheten 'zonnekwartetten': het bevat 6 stuks waarvan 3 er afsluiten met een fuga (in de fuga heeft elke stem een min of meer gelijkwaardige en zelfstandige functie in het geheel). Maar ook buiten de fuga's geeft Haydn elke stem hier al een bijna even belangrijke rol. Opus 20 nr. 2 opent bijvoorbeeld met een melodie bij de cello, een baslijn bij de altviool en minder belangrijke omspelingen bij de violen; nadien wisselen de instrumenten van rol. Deze gelijkwaardige behandeling van de stemmen is een doorbraak. Opus 20 en opus 33 zijn 'sleutelstukken': de eerste volwaardige vierdelige kwartetten.
Opus 51 is een buitenbeentje: een (zeer geslaagde) bewerking voor strijkkwartet van 'De zeven laatste woorden'.
Opus 76 bevat misschien wel Haydns bekendste kwartetten: het 'Kwintenkwartet' (nr. 2), het 'Keizerkwartet' (nr. 3) en de 'Zonsopgang' (nr. 4).

## De strijkkwartetten

### Opus 1
- Strijkkwartet nr. 0 in Es majeur
- Strijkkwartet nr. 1 in Bes majeur ("La chasse")
- Strijkkwartet nr. 2 in Es majeur
- Strijkkwartet nr. 3 in D-majeur
- Strijkkwartet nr. 4 in G-majeur
- Strijkkwartet nr. 5 in Es majeur
- Strijkkwartet nr. 6 in C-majeur

### Opus 2
- Strijkkwartet nr. 7 in A-majeur
- Strijkkwartet nr. 8 in E-majeur
- Strijkkwartet nr. 9 in F-majeur
- Strijkkwartet nr. 10 in Bes majeur

### Opus 3
(toegeschreven aan Haydn, maar gecomponeerd door Roman Hofstetter)
- Strijkkwartet nr. 1 in E-majeur
- Strijkkwartet nr. 2 in C-majeur
- Strijkkwartet nr. 3 in G-majeur
- Strijkkwartet nr. 4 in Bes majeur
- Strijkkwartet nr. 5 in F-majeur
- Strijkkwartet nr. 6 in A-majeur

### Opus 9 (1771)
- Strijkkwartet nr. 1 in C-majeur
- Strijkkwartet nr. 2 in Es majeur
- Strijkkwartet nr. 3 in G-majeur
- Strijkkwartet nr. 4 in d-mineur
- Strijkkwartet nr. 5 in Bes majeur
- Strijkkwartet nr. 6 in A-majeur

### Opus 17 (1771)
- Strijkkwartet nr. 1 in E-majeur
- Strijkkwartet nr. 2 in F-majeur
- Strijkkwartet nr. 3 in Es majeur
- Strijkkwartet nr. 4 in c-mineur
- Strijkkwartet nr. 5 in G-majeur
- Strijkkwartet nr. 6 in D-majeur

### Opus 20 (1772)
- Strijkkwartet nr. 1 in Es majeur
- Strijkkwartet nr. 2 in C-majeur
- Strijkkwartet nr. 3 in g-mineur
- Strijkkwartet nr. 4 in D-majeur
- Strijkkwartet nr. 5 in f-mineur
- Strijkkwartet nr. 6 in A-majeur

### Opus 33 (1781),Russische kwartetten
- Strijkkwartet nr. 1 in b-mineur
- Strijkkwartet nr. 2 in Es majeur ("Der Scherz", "The joke", "La plaisanterie")
- Strijkkwartet nr. 3 in C-majeur ("Vogel", The bird")
- Strijkkwartet nr. 4 in Bes majeur
- Strijkkwartet nr. 5 in G-majeur
- Strijkkwartet nr. 6 in D-majeur

### Opus 42 (1785)
- Strijkkwartet nr. 35 in D-mineur

### Opus 50 (1787),Pruisische kwartetten
- Strijkkwartet nr. 1 in Bes majeur
- Strijkkwartet nr. 2 in C-majeur
- Strijkkwartet nr. 3 in Es majeur
- Strijkkwartet nr. 4 in fis-mineur
- Strijkkwartet nr. 5 in F-majeur
- Strijkkwartet nr. 6 in D-majeur

### Opus 51 (1787)
- Die sieben letzten Worte unseres Erlösers am Kreuze (oorspronkelijk voor orkest)

### Opus 54 en 55 (1788)
- Strijkkwartet nr. 1 in C-majeur
- Strijkkwartet nr. 2 in G-majeur
- Strijkkwartet nr. 3 in E-majeur
- Strijkkwartet nr. 1 in A-majeur
- Strijkkwartet nr. 2 in f-mineur
- Strijkkwartet nr. 3 in Bes majeur

### Opus 64 (1790)
- Strijkkwartet nr. 1 in C-majeur
- Strijkkwartet nr. 2 in b-mineur
- Strijkkwartet nr. 3 in Bes majeur
- Strijkkwartet nr. 4 in G-majeur
- Strijkkwartet nr. 5 in D-majeur
- Strijkkwartet nr. 6 in Es majeur

### Opus 71 en 74 (1793), Apponyi kwartetten
- Strijkkwartet nr. 1 in Bes majeur
- Strijkkwartet nr. 2 in d-mineur
- Strijkkwartet nr. 3 in Es majeur
- Strijkkwartet nr. 1 in C-majeur
- Strijkkwartet nr. 2 in F-majeur
- Strijkkwartet nr. 3 in G-mineur

### Opus 76 (1796-1797)
- Strijkkwartet nr. 1 in G-majeur
- Strijkkwartet nr. 2 in d-mineur
- Strijkkwartet nr. 3 in C-majeur
- Strijkkwartet nr. 4 in Bes majeur
- Strijkkwartet nr. 5 in D-majeur
- Strijkkwartet nr. 6 in Es majeur

### Opus 77 (1799)
- Strijkkwartet nr. 1 in G-majeur
- Strijkkwartet nr. 2 in F-majeur

### Opus 103 (1803)
- Strijkkwartet nr. 1 in d-mineur